# L-4 (zespół muzyczny)
L-4 – polski zespół rockowy popularny w latach 80. Zasłynął przebojem „Super para”. Utwór ten w 1984 zajął pierwsze miejsce na liście przebojów Programu Trzeciego.

## Muzycy
- Jan Sławek – gitara
- Jerzy Pajda – śpiew
- Waldemar Pękala – perkusja
- Krzysztof Czarnecki – gitara
- Zbigniew Miara – instrumenty klawiszowe
- Piotr Kaczanowski – gitara basowa

## Najważniejsze utwory
- „Super para”[2][3]
- „Zastanów się”
- „Mała”
- „Są takie miejsca”
- „Jakie to życie bywa wspaniałe”